# Munmudaewang-myeon
Munmudaewang-myeon (hangul: 문무대왕면, hanja: 文武大王面) är en socken i stadskommunen Gyeongju  i provinsen Norra Gyeongsang i den östra delen av Sydkorea, 300 km sydost om huvudstaden Seoul. 